# راسيل لاندو
راسيل لاندو (بالإنجليزية: Russ Landau)‏ هو ملحن أمريكي، ولد في القرن العشرين.

## وصلات خارجية
- راسيل لاندو على موقع IMDb (الإنجليزية)
- راسيل لاندو على موقع قاعدة بيانات الفيلم (الإنجليزية)